# Ana Matronic
Ana Kirby, född Ana Lynch 14 augusti 1974, känd under artistnamnet Ana Matronic, är en amerikansk musiker, sångerska. Mest känd är Ana Matronic som sångare i Scissor Sisters.

## Samarbeten
Ana Matronic gästspelade som sångerska på New Orders singel Jetstream från 2005. Låten nådde som högst en tjugonde plats på brittiska topplistan.